# Vila Tereza (Ostrava)
Vila Tereza je secesní vila v Moravské Ostravě, na ulici Střelniční, v areálu výstaviště Černá louka. Byla postavena v roce 1896 Felixem Neumannem pro majitele ostravského pivovaru Markuse Strassmanna.

## Stavebník a vlastníci vily

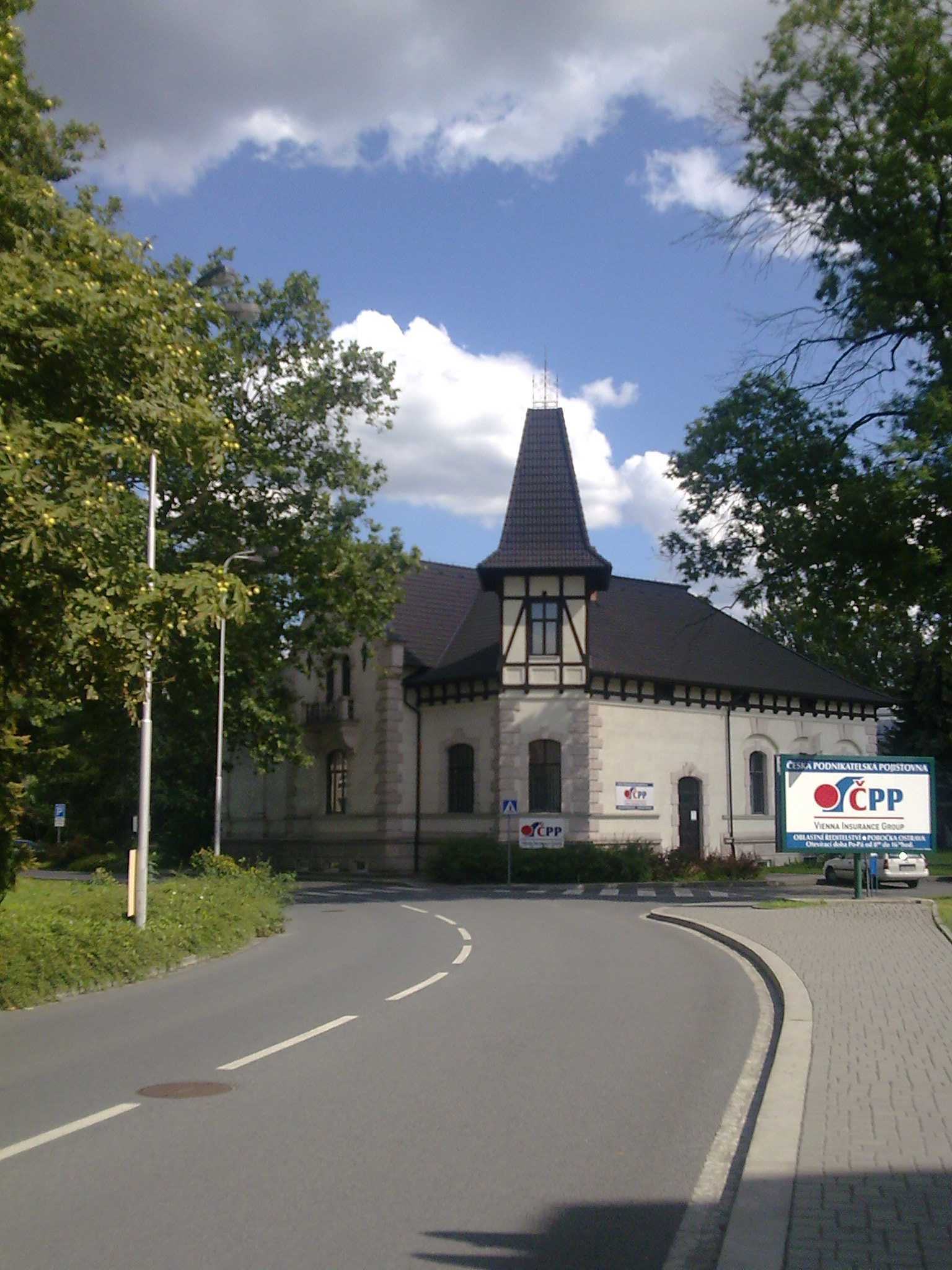
Vila Tereza

Vila byla pojmenována po manželce Markuse Strassmanna Terezii (německy Theresa), rozené Katscher (1837, Branky – 1907, Moravská Ostrava). Pojmenování vily mělo vyjadřovat úctu, kterou k manželce Strassmann choval. Stavba byla dokončena necelý rok před oslavou jejich 40. výročí sňatku, vzali se v roce 1857, a také oslavou jeho podnikání v pivovarnictví a byla postavena v areálu jeho pivovaru.
Po smrti Markuse Strassmanna vilu obýval prvorozený syn Adolf (1867–1939) se svojí ženou Josefinou (1875–1917), dcerou ostravského průmyslníka Karla Glassnera (1844–1931), a dětmi Dorotheou „Dora" (19. května 1897) a Josefem „Pepi" (08. srpna 1901). Adolf Strassmann patřil k mecenášům divadelního umění a před vznikem stálé ostravské scény poskytoval k pořádání divadelních představení sál v pivovarské zahradě U Lípy. Vilu často navštěvovali herci německých kočovných společností.
Při burzovním krachu za Velké hospodářské krize v roce 1933 přišla rodina Strassmannů o podíly ve společnosti, která provozovala pivovar. Museli opustit manažerská místa a po necelých 40 letech také toto rodinné sídlo. Budova byla v následujícím období určena jako luxusní byt pro ředitele pivovaru. Při náletu v srpnu 1944 došlo k jejímu částečnému poškození. Po válce byla vila, jako součást německým kapitálem ovládaného podniku, zkonfiskována a znárodněna.
Po roce 1946 zde byla služebna Sboru národní bezpečnosti. V roce 1949 přešla do majetkové správy Ostravského národního výboru. Následně se stala součástí Parku kultury a oddechu na tzv. Černé louce. V 60. letech 20. století zde byla služebna Veřejné bezpečnosti a ubikace pro příslušníky motorizovaného oddílu.
Po roce 1989 zde byla prodejna nábytku. Od roku 1999 kanceláře společnosti Ostravské výstavy, a.s. V roce 2007 byla městem Ostrava pronajata České podnikatelské pojišťovně.

## Výstavba
Na místě vily stál od roku 1833 dřevěný, později zděný domek patřící ostravskému měšťanovi Augustu Kudělkovi. Vila byla postavena v letech 1895–1896 podle projektu vídeňského architekta Otto F. Thienemanna (1827, Gotha, Německo – 1905, Vídeň, Rakousko) a nesla prvky pozdního historismu. Stavbu prováděl ostravský architekt Felix Neumann, který byl autorem původního nerealizovaného projektu.
V letech 1913–1914 byla vila přestavěna a rozšířena podle projektu architekta Richarda Strassmanna (1882–1925) nejmladšího syna Markuse Strassmanna. V tomto období získala svůj secesní vzhled.
Za druhé světové války byl ve sklepení vily vybudován protiletecký kryt pro 240 osob.

## Další informace
V okolí se také nachází socha Milenci od Miroslava Rybičky a přírodní památka Rovninské balvany.